# Marcinho Oliveira
Márcio Evangelista de Oliveira (Santaluz, 25 de fevereiro de 1980), mais conhecido como Marcinho Oliveira é um empresário e político brasileiro, filiado ao UNIÃO. Foi vice-prefeito de sua cidade natal, Santaluz, entre 2017 e 2021 e atualmente exerce seu primeiro mandato de deputado estadual pela Bahia.

## Desempenho Eleitoral
| Ano  | Eleição               | Cargo             | Partido | Partido | Coligação                          | Titular                  | Votos para Márcio | Votos para Márcio | Votos para Márcio | Resultado | Ref   |
| Ano  | Eleição               | Cargo             | Partido | Partido | Coligação                          | Titular                  | Total             | %                 | P.                | Resultado | Ref   |
| ---- | --------------------- | ----------------- | ------- | ------- | ---------------------------------- | ------------------------ | ----------------- | ----------------- | ----------------- | --------- | ----- |
| 2016 | Municipal de Santaluz | Vice-prefeito     |         | PP      | É a vontade do Povo (PSD, PP, PDT) | Quitéria de Júnior (PSD) | 11.930            | 49,70%            | 1°                | Eleito    | [ 3 ] |
| 2022 | Estadual da Bahia     | Deputado Estadual |         | UNIÃO   | Partido Isolado                    | —                        | 104.969           | 1,32%             | 4°                | Eleito    | [ 4 ] |